# Martin Damm
Martin Damm (Liberec, 1º agosto 1972) è un allenatore di tennis ed ex tennista ceco.
Ha raggiunto il suo più alto ranking nel singolare il 18 agosto 1997, con la 42ª posizione, mentre nel doppio ha raggiunto il 5º posto il 30 aprile 2007 ed è stato campione degli US Open 2006 e finalista agli US Open 1993 e agli Australian Open 2006.
Nel novembre 2010 ha comunicato il ritiro dall'attività agonistica nella stagione successiva a causa dell'età e degli scarsi risultati ottenuti nell'ultimo periodo, tuttavia decide di rimanere nel mondo tennistico come allenatore dello statunitense Ryan Harrison, con cui però collaborerà soltanto qualche mese.